# Cruz Roja Americana

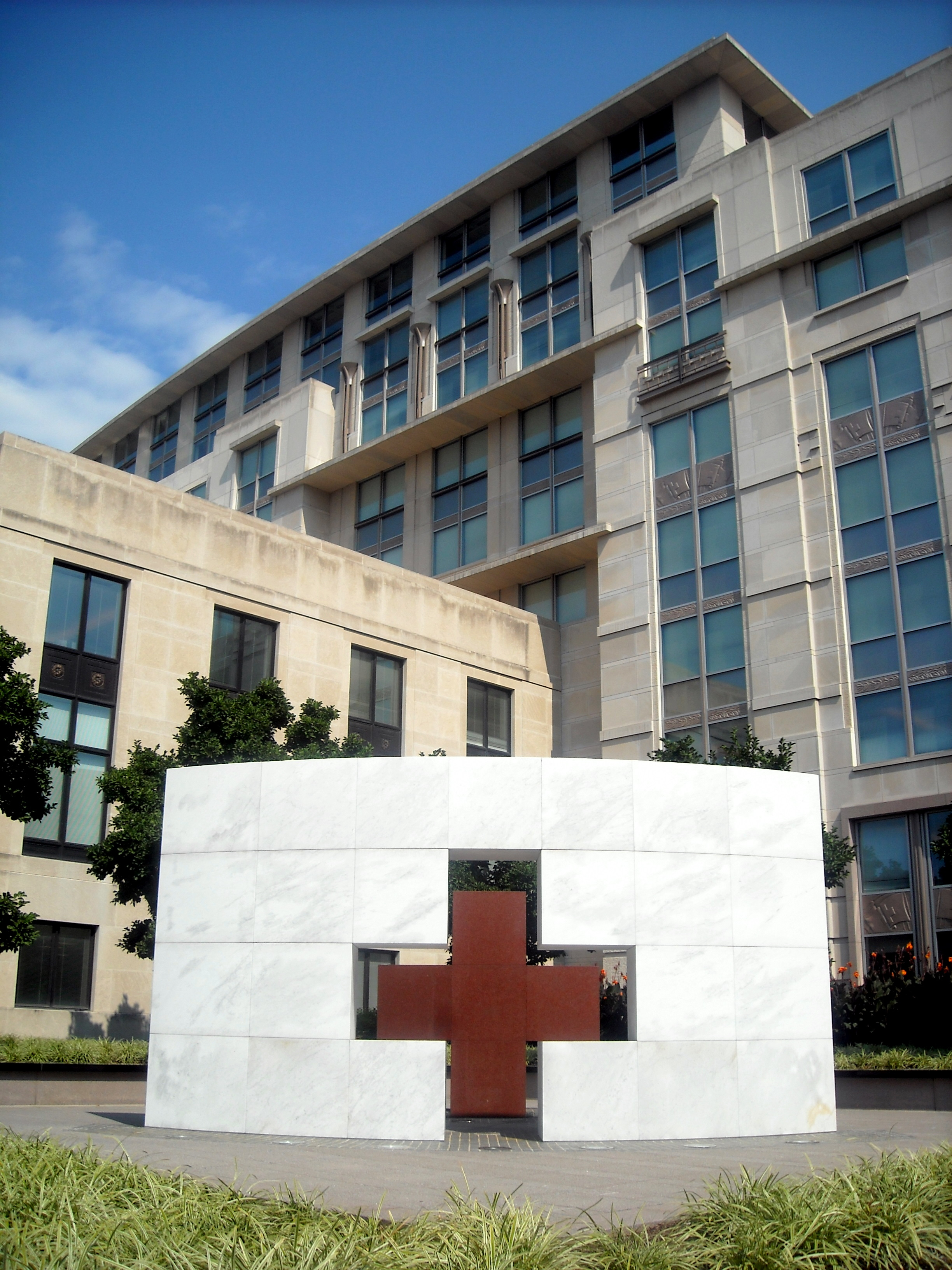
Sede de la Cruz Roja Americana

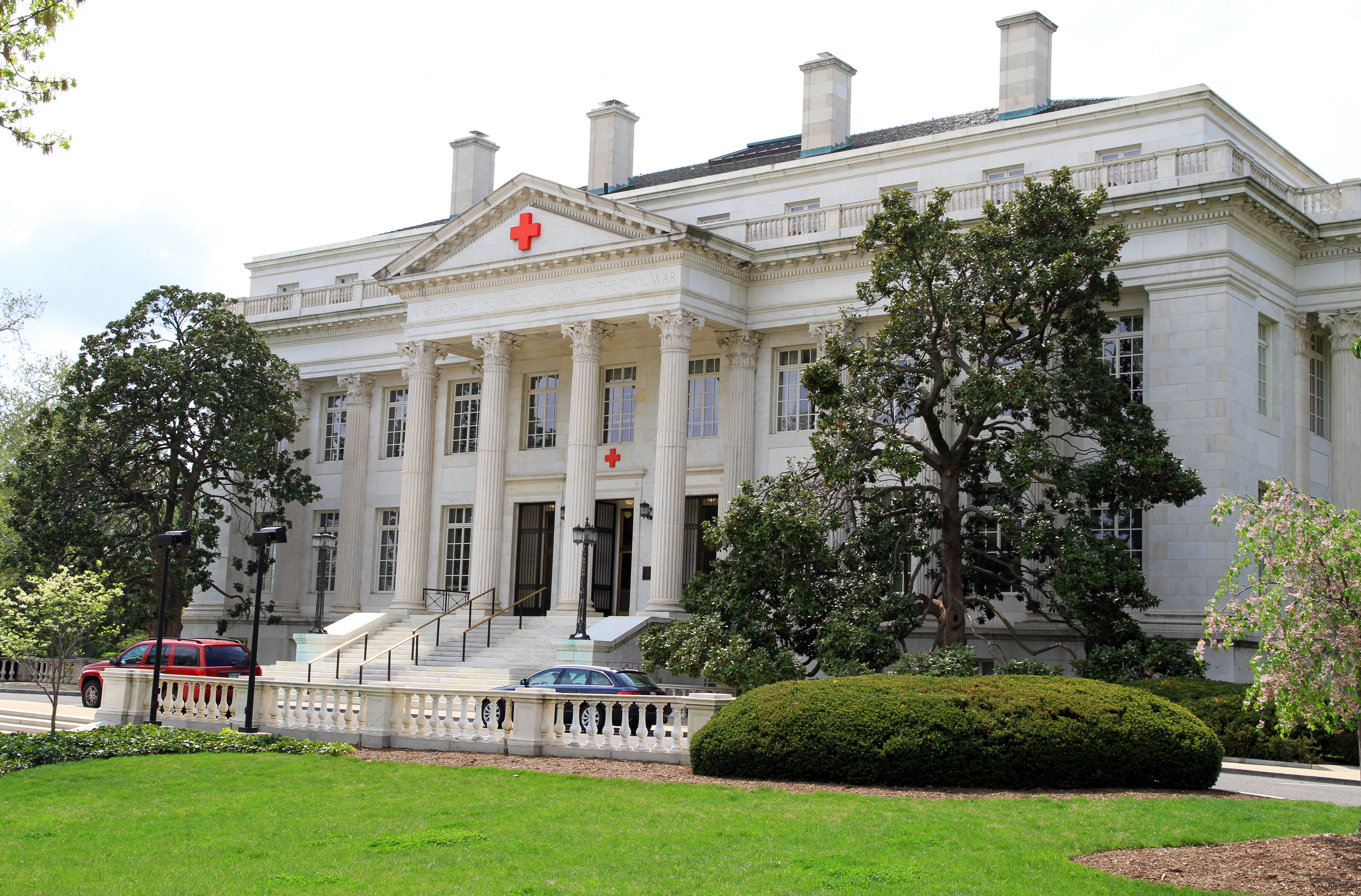
Cruz Roja Americana

La Cruz Roja Estadounidense (en inglés: American Red Cross, "Cruz Roja Estadounidense") es una organización de los Estados Unidos. Es una filial del Movimiento Internacional de la Cruz Roja y de la Media Luna Roja. Tiene su sede en Washington D. C. En 1881 Clara Barton fundó la organización. Compañía estadounidense la cual es afiliada a las Naciones Unidas, UNICEF y OMS. Conocida por ayudar en la prevención del sarampión y la rubeola.